# ホセ・マリア・ロメロ・ポジョン
ホセ・マリ(José Mari)ことホセ・マリア・ロメロ・ポジョン（José María Romero Poyón、1978年12月10日 - ）は、スペイン・アンダルシア州セビリア出身の元サッカー選手。元スペイン代表。ポジションはFW。

## 経歴

### クラブ
地元のセビージャFCの下部組織出身で、18歳だった1997年3月5日、ラーヨ・バジェカーノ戦 (2-0) でトップチームデビューした。1996-97シーズンは21試合に出場して7得点したが、最終的にチームはセグンダ・ディビシオン（2部）降格となった。1997年夏、アトレティコ・マドリードに移籍し、1997-98シーズンと1998-99シーズン合わせてリーグ戦で18得点を挙げた。1999年に行われたマドリード・ダービーではホーム (3-1)・アウェー (3-1) ともに得点し、ほぼ20年ぶりのダービーでのアウェー戦勝利に貢献した。2000年1月、イタリア・セリエAのACミランに移籍したが、恥骨炎や靭帯の負傷に悩まされたほか、ホームシックにかかってチームに馴染めず、在籍期間中に5点しか挙げられなかった。なお、ホセ・マリは1920年代に在籍したウンベルト・ソルダーティ (Umberto Soldati) 以来、ACミランに所属した2人目のスペイン人選手であった。2002-03シーズンはプリメーラ・ディビシオン（1部）に復帰した古巣アトレティコ・マドリードにレンタル移籍し、2002年11月10日のアスレティック・ビルバオ戦 (3-3) ではハットトリックを達成したが、2度目の在籍は不成功に終わった。
2003年夏、ビジャレアルCFと契約した。移籍金は公開されていない。同年夏のUEFAインタートトカップでは重要な役割を果たして優勝し、2004-05シーズンは30試合に出場して4得点してクラブ史上最高位の3位フィニッシュに貢献した。2007年夏にはマンチェスター・ユナイテッドFCからジュゼッペ・ロッシが加入し、さらにニハト・カフヴェジが長期の離脱から復帰したため、ホセ・マリは地元セビージャのレアル・ベティスと1年契約を結んだ。2007-08シーズンは無得点に終わり、2008年9月24日のFCバルセロナ戦 (2-3) で移籍後初得点を挙げた。契約は2010年6月までであったが、2008年12月にレアル・ベティスとの契約を解除し、2009年1月、セグンダ・ディビシオン（2部）のジムナスティック・タラゴナと契約を結んだ。2009-10シーズンは6得点を挙げたが、2010年6月に契約満了によりクラブを離れた。2010年7月、31歳のホセ・マリはセグンダ・ディビシオンに降格したばかりのヘレスCDと契約した。

### 代表
2000年にはシドニーオリンピックに出場し、3得点を挙げて銀メダル獲得に貢献した。
2001年4月25日、コルドバで行われた日本との親善試合 (1-0) でスペイン代表デビューした。2002年11月20日のブルガリアとの親善試合で初得点を決めた。
| #  | 日時           | 場所     | 相手       | スコア | 結果 | 大会     |
| -- | -------------- | -------- | ---------- | ------ | ---- | -------- |
| 1. | 2002年11月20日 | グラナダ | ブルガリア | 1-0    | 1-0  | 親善試合 |

## 人物
好きな俳優はアントニオ・バンデラスやメル・ギブソン、ペネロペ・クルス、ジュリア・ロバーツ。好きな歌手はフリオ・イグレシアスである。サッカー選手ではヨハン・クライフやダヴォール・シューケルが憧れである。

## タイトル
- U-23スペイン代表

オリンピックのサッカー競技 銀メダル : 2000